# II. třída okresu Litoměřice
II. třída okresu Litoměřice (Okresní přebor II. třídy) patří společně s ostatními druhými třídami mezi osmé nejvyšší fotbalové soutěže v Česku. Je řízena Okresním fotbalovým svazem Litoměřice. Hraje se každý rok od léta do jara se zimní přestávkou. Účastní se ji 16 týmů z okresu Litoměřice, každý s každým hraje jednou na domácím hřišti a jednou na hřišti soupeře. Celkem se tedy hraje 30 kol. Vítězem se stává tým s nejvyšším počtem bodů v tabulce a postupuje do I.B třídy Ústeckého kraje – skupiny A, B či C. Poslední dva týmy sestupují do III. třídy okresu Litoměřice. Do II. třídy vždy postupuje vítězný tým z každé ze dvou skupin III. třídy (skupiny A a B).

## Vítězové
| Sezóna  | Vítěz                       |
| ------- | --------------------------- |
| 2003/04 | FK Lovochemie Lovosice      |
| 2004/05 | SK Libotenice               |
| 2005/06 |                             |
| 2006/07 |                             |
| 2007/08 | SK Hrobce                   |
| 2008/09 | SK Roudnice nad Labem „B“   |
| 2009/10 | SK Sokol Brozany „B“        |
| 2010/11 | TJ Viktorie Budyně nad Ohří |
| 2011/12 | FK Travčice                 |
| 2012/13 | FK ASK Lovosice „B“         |
| 2013/14 | SK Štětí „B“                |
| 2014/15 | FK Litoměřice „B“           |
| 2015/16 | TJ Slavoj Bohušovice        |
| 2016/17 | SK Roudnice nad Labem       |
| 2017/18 | FK Litoměřicko „C“          |
| 2018/19 |                             |